# Staatsbibliothek zu Berlin

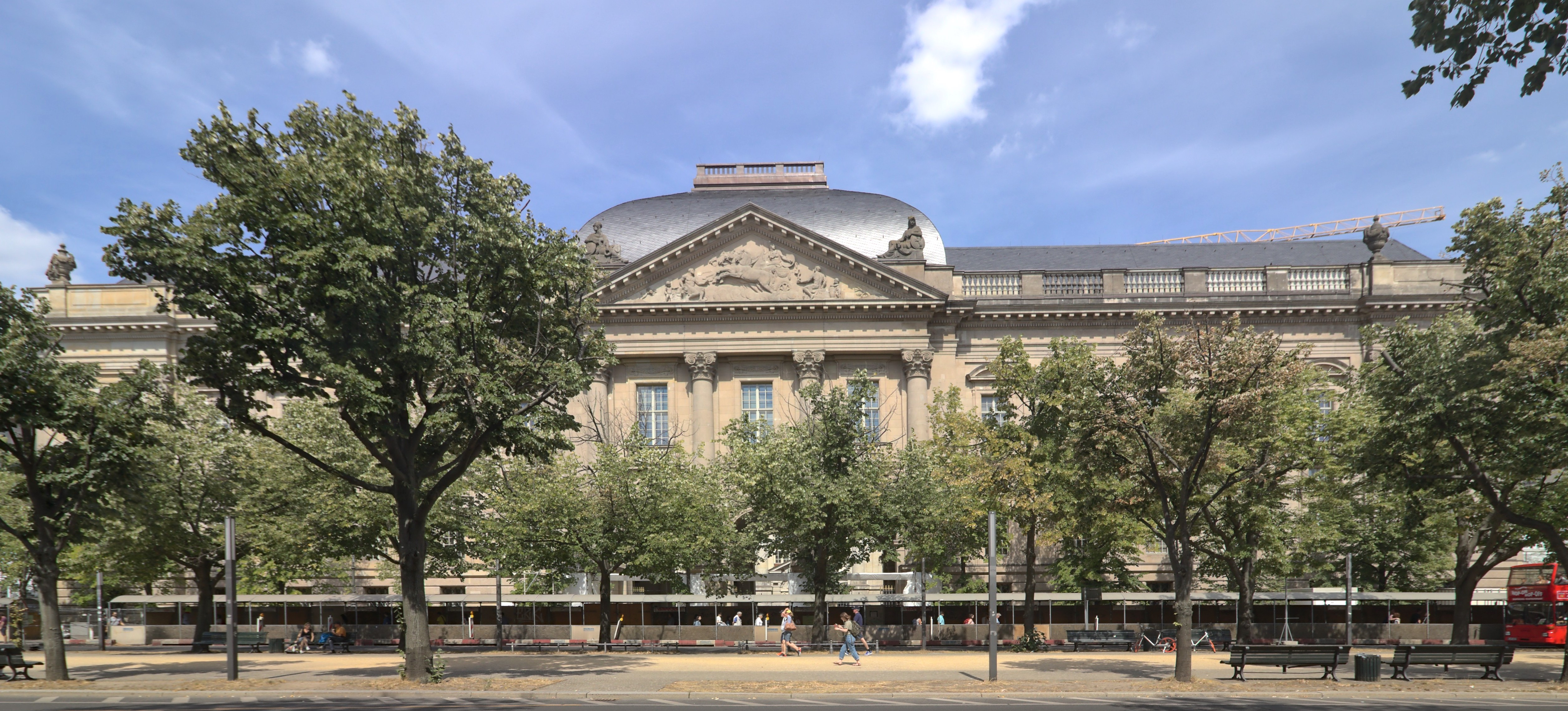
Staatsbibliothek Unter den Linden in Mitte

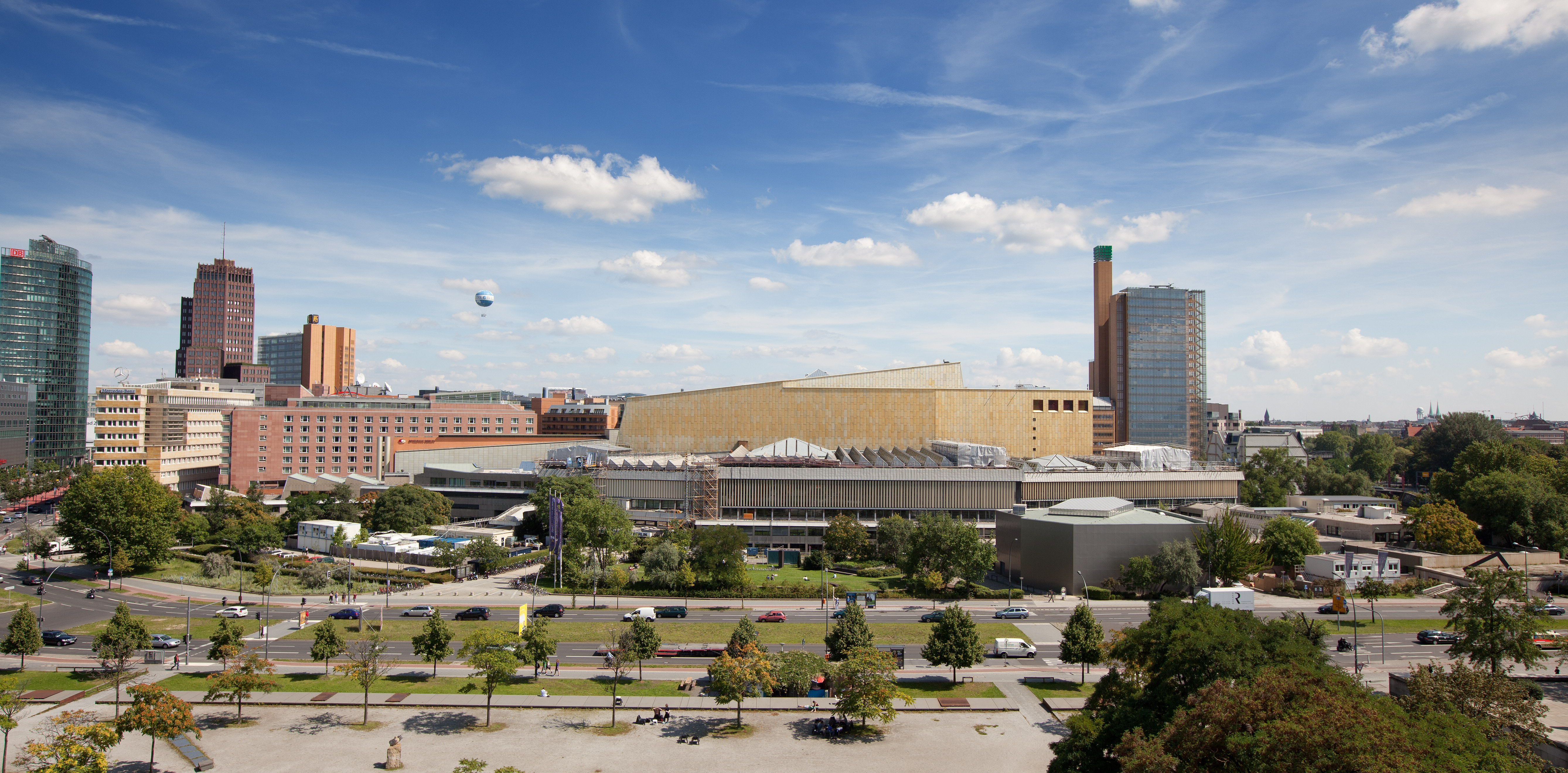
Staatsbibliothek Potsdamer Straße in Tiergarten

Die Staatsbibliothek zu Berlin (kurz: SBB oder Stabi) ist eine Einrichtung der Stiftung Preußischer Kulturbesitz. Gegründet 1661 vom brandenburgischen Kurfürsten Friedrich Wilhelm, sammelt sie Literatur aus allen Wissenschaftsgebieten, Sprachen und Ländern. Mit einem Bestand von mehr als 32 Millionen Werken gehört sie zu den größten Bibliotheken Deutschlands und den bedeutendsten der Welt. Ihre historischen Sammlungen sind die einer Universalbibliothek. An zwei großen Standorten – im Haus Unter den Linden 8 und im Haus Potsdamer Straße 33 – findet ein reger Leih- und Benutzungsbetrieb statt. Ein Speichermagazin in Friedrichshagen ergänzt die Bibliothek, dort ohne Leih- und Benutzungsbetrieb.

## Bezeichnungen
Die heutige Staatsbibliothek zu Berlin trug im Laufe der Geschichte verschiedene Bezeichnungen:
- ab 1661 im Kurfürstentum Brandenburg: Churfürstliche Bibliothek zu Cölln an der Spree
- ab 1701 im Königreich Preußen: Königliche Bibliothek
- ab 1918 im Freistaat Preußen: Preußische Staatsbibliothek
- ab 1946 in Berlin (Ost): Öffentliche Wissenschaftliche Bibliothek
- ab 1954 in Berlin (Ost): Deutsche Staatsbibliothek
- ab 1962 in Berlin (West): Staatsbibliothek der Stiftung Preußischer Kulturbesitz
- seit 1992: Staatsbibliothek zu Berlin – Preußischer Kulturbesitz

## Geschichte

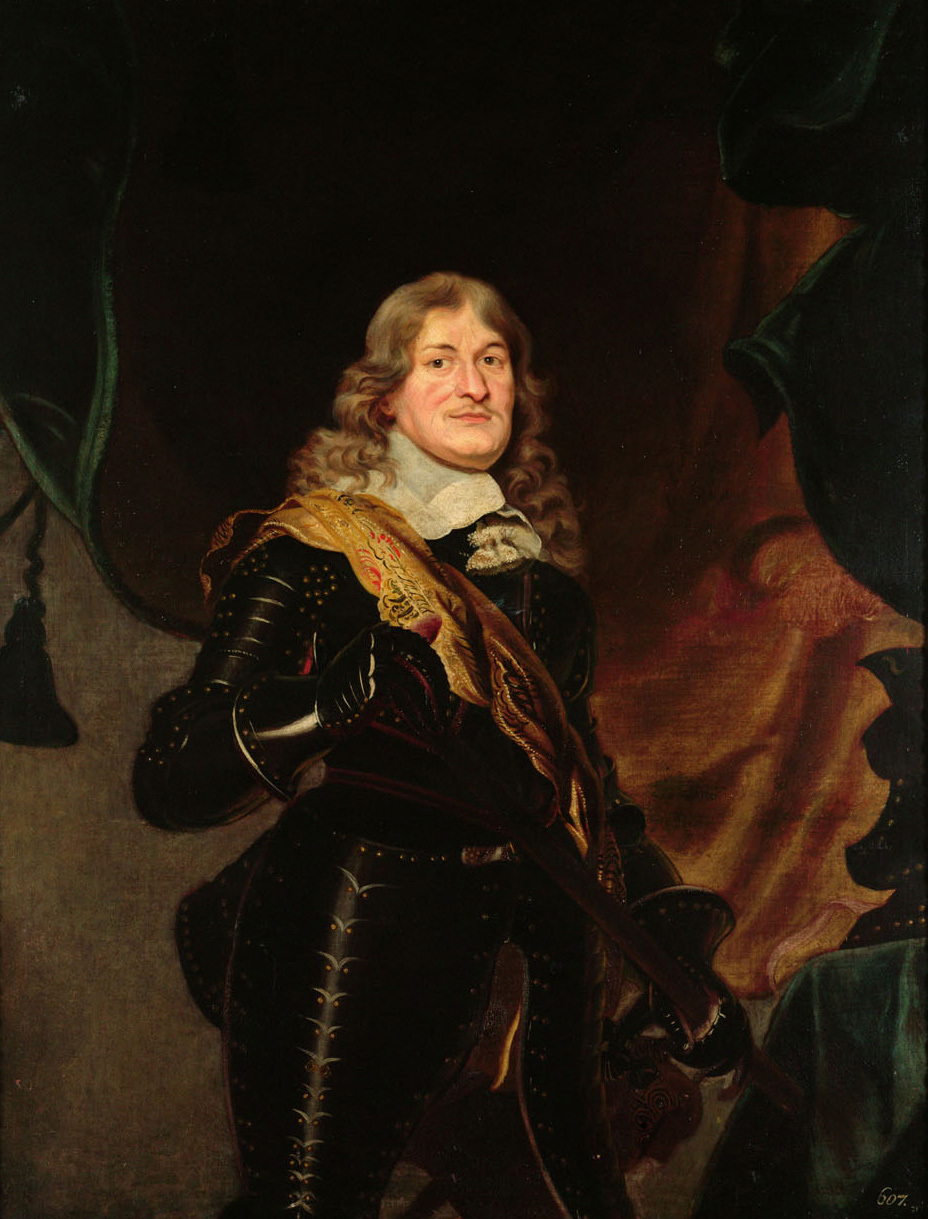
Kurfürst Friedrich Wilhelm von Brandenburg, Gründer der Bibliothek

Im Jahr 1659 befahl Friedrich Wilhelm von Brandenburg, seine Sammlungen in einer Churfürstlichen Bibliothek zu Cölln an der Spree zu ordnen. Im Jahr 1661 (das deshalb als Gründungsjahr gilt) war diese erste bibliothekarische Ordnung hergestellt. 1668 fertigte der Bibliothekar Johann Raue den ersten Katalog an. 1701 wurde sie infolge der Königskrönung Friedrichs III. von Brandenburg zur Königlichen Bibliothek zu Berlin. Die Königliche Bibliothek erhielt in den Jahren 1901 bis 1914 einen Neubau an der Nordseite des Boulevards Unter den Linden, nachdem die bisherige Bibliothek schräg gegenüber („Kommode“ genannt) den Platzansprüchen nicht mehr genügte. Nach der Abschaffung der Monarchie in Preußen durch die Novemberrevolution 1918 trug die Bibliothek den Namen Preußische Staatsbibliothek. Mit dem Ende des Zweiten Weltkriegs wurde die Institution zwischen den beiden politischen Lagern in Ost- und Westdeutschland aufgespalten und erst im Jahr 1992 wieder zusammengeführt.
Ende 1932 hatte die Staatsbibliothek 320 Mitarbeiter. Ab 1933 wurden nachweislich 17 Wissenschaftliche Bibliothekare entlassen. Dazu gehörten unter anderen Gerhard Alexander, Ernst Daniel Goldschmidt, Walter Gottschalk, Ernst Honigmann, Max Joseph Husung, Robert Lachmann und Arthur Spanier. Ab November 1941 wurden die damals auf rund drei Millionen Bände und bedeutende Sondersammlungen angewachsenen Bestände nahezu vollständig in andere Teile des Reichsgebiets ausgelagert, um sie vor Zerstörung durch Bombenangriffe zu schützen. So befanden sich die Sammlungen schließlich in 30 Bergwerken, Kirchen, Schlössern und Schulen, lediglich die Lesesaalbestände, einige nicht transportfähige Objekte und die in der Schausammlung liegenden Stücke verblieben in Berlin. Die in die Ostgebiete des Deutschen Reiches ausgelagerten Bestände befinden sich seit 1945 unter der Bezeichnung Berlinka in polnischem Besitz, sie werden in der Universitätsbibliothek Krakau aufbewahrt. Weitere Bestände, die nach 1945 von sowjetischen Truppen abtransportiert wurden, befinden sich seither in den heutigen GUS-Staaten. Infolge des Zweiten Weltkriegs büßte die Bibliothek rund 600.000 Bücher sowie Teile der Sondersammlungen ein. Sie wurden nachweislich vernichtet oder sind verschollen bzw. kehrten nicht nach Berlin zurück. Im Bombenkrieg vernichtet wurde auch der von Georg Hermann Valentin über Jahrzehnte angelegte, einzigartige Zettelkatalog mit dem Nachweis von 150.000 vor 1900 erschienenen mathematischen Werken.
Deutschland wurde 1945 mit Ende des Kriegs in Besatzungszonen der Alliierten aufgeteilt. Die bald im Kalten Krieg aufbrechenden Gegensätze der Besatzungsmächte verhinderten eine Zusammenführung der verstreuten Bestände und Nachweisinstrumente der Staatsbibliothek an ihrem Standort in Ost-Berlin. Der Betrieb Unter den Linden wurde unter der sowjetischen Aufsicht im Februar 1946 provisorisch wiederaufgenommen. Die Institution erhielt hier den Namen Öffentliche Wissenschaftliche Bibliothek, den sie bis 1954 führte. Die unter der Verwaltung der Westalliierten stehenden Bestände fanden zunächst eine neue „Heimat“: Die westlichen Alliierten entschlossen sich, die Bestände nicht nach Berlin zurückzubringen. Die in Westdeutschland befindlichen Bestände der Staatsbibliothek wurden 1946 als „Staatsbibliothek im Exil“ zunächst im geräumten Gebäude der Universitätsbibliothek Marburg zusammengeführt und dort als Hessische Bibliothek eröffnet, aus der 1949 die Westdeutsche Bibliothek wurde. Andere Teile der Sondersammlungen wurden in Tübingen zusammengezogen.
Im Jahr 1957 wurde die Stiftung Preußischer Kulturbesitz (SPK) gegründet, eine durch Bundesgesetz errichtete rechtsfähige Stiftung des öffentlichen Rechts mit der Aufgabe, die „aus kriegsbedingten Gründen aus Berlin verlagerten Kulturgüter alsbald zurückzuführen“. Allerdings konnte die Stiftung wegen verfassungsrechtlicher Auseinandersetzungen zwischen Bund und Ländern erst vier Jahre später die Arbeit in Berlin aufnehmen.
Im Jahr 1961 fand in beiden Teilen Berlins die 300-Jahr-Feier der Staatsbibliothek statt, bei der die beiden Bibliotheken (Westdeutsche Bibliothek in Marburg, Deutsche Staatsbibliothek in Ost-Berlin) zum Politikum im Kalten Krieg wurden. Eine publizistische Kampagne der DDR über das „Marburger Büchergrab“ verstärkte den Handlungsdruck auf der westlichen Seite. Die Deutsche Staatsbibliothek war der Auffassung: „Die Rückführung der alten Bestände der ehemaligen Preußischen Staatsbibliothek in ihr angestammtes Haus Unter den Linden ist der einzig vernünftige Ausweg aus der Misere […]“
Der Stiftungsrat schrieb 1963 schließlich einen Wettbewerb für den Neubau der Staatsbibliothek am Kulturforum aus, den Hans Scharoun 1964 gewann. Nach einer Bauzeit von elf Jahren eröffnete 1978 die Staatsbibliothek Preußischer Kulturbesitz. Damit gab es sowohl in Ost- als auch in West-Berlin je eine Institution, die sich auf die Preußische Staatsbibliothek bezog. Bereits 1970 war der Deutschen Staatsbibliothek in Ost-Berlin die Funktion einer zentralen Leiteinrichtung für Leihverkehr und Zentralkataloge übertragen worden.
Ende 1990 hatte die Deutsche Staatsbibliothek 3,8 Millionen Bände Druckschriften sowie 546 Planstellen und die Staatsbibliothek Preußischer Kulturbesitz 4,4 Millionen Bände Druckschriften sowie 495 Stellen. Nach der deutschen Wiedervereinigung wurden zum 1. Januar 1992 unter dem Namen Staatsbibliothek zu Berlin – Preußischer Kulturbesitz beide Standorte zu einer Bibliothek in zwei Häusern zusammengeführt. Als Nachfolgerin der Preußischen Staatsbibliothek gehört sie zu den Bibliotheken mit internationaler Bedeutung. Sie erhält kontinuierliche Unterstützung von der Deutschen Forschungsgemeinschaft mit Sitz in Bonn.
Im Juli 2020 veröffentlichte der Wissenschaftsrat die Strukturempfehlungen zur Stiftung Preußischer Kulturbesitz, die auch die Staatsbibliothek betreffen. Danach bescheinigte er ihr eine „ausgeprägte Nutzerorientierung und ein überzeugendes Verständnis der eigenen Rolle im Forschungs- und Wissenschaftssystem“. Für den digitalen Strukturwandel des Wissenschaftssystems sei die Staatsbibliothek gut aufgestellt. Eine organisatorische Verselbstständigung solle sie „in die Lage versetzen, ihre strategischen Ziele schneller und flexibler sowie mit größerer Unabhängigkeit umsetzen zu können und ihre Leistungsfähigkeit im nationalen Zusammenspiel der großen wissenschaftlichen Bibliotheken weiter zu stärken“.

## Gebäude

### Apothekenflügel des Schlosses (1661–1780)

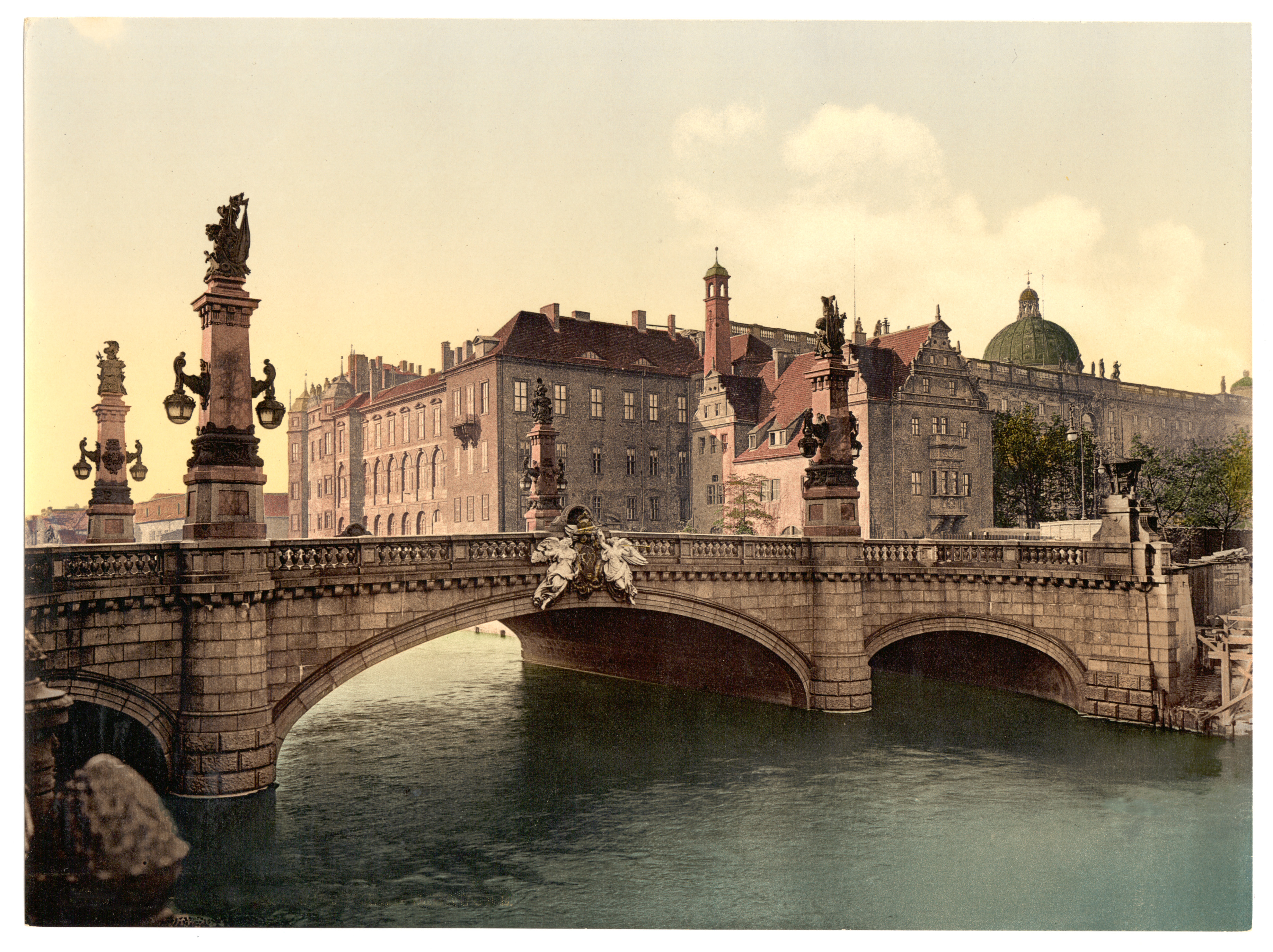
Apothekenflügel des Schlosses, bis 1780 Standort der Bibliothek

Von der Gründung im Jahr 1661 war die Churfürstliche Bibliothek (ab 1701: Königliche Bibliothek zu Berlin) bis zum Jahr 1780 im Apothekenflügel des Berliner Schlosses untergebracht. Der Apothekenflügel befand sich an der nordöstlichen Ecke des Schlossbaus, im Bereich der heutigen Baumgruppe am Übergang von der barocken zur modernen Fassade des Humboldt-Forums. Als die Bestände kontinuierlich wuchsen, sollte ein eigenes Bibliotheksgebäude entstehen.

### „Kommode“ am Opernplatz (1780–1913)

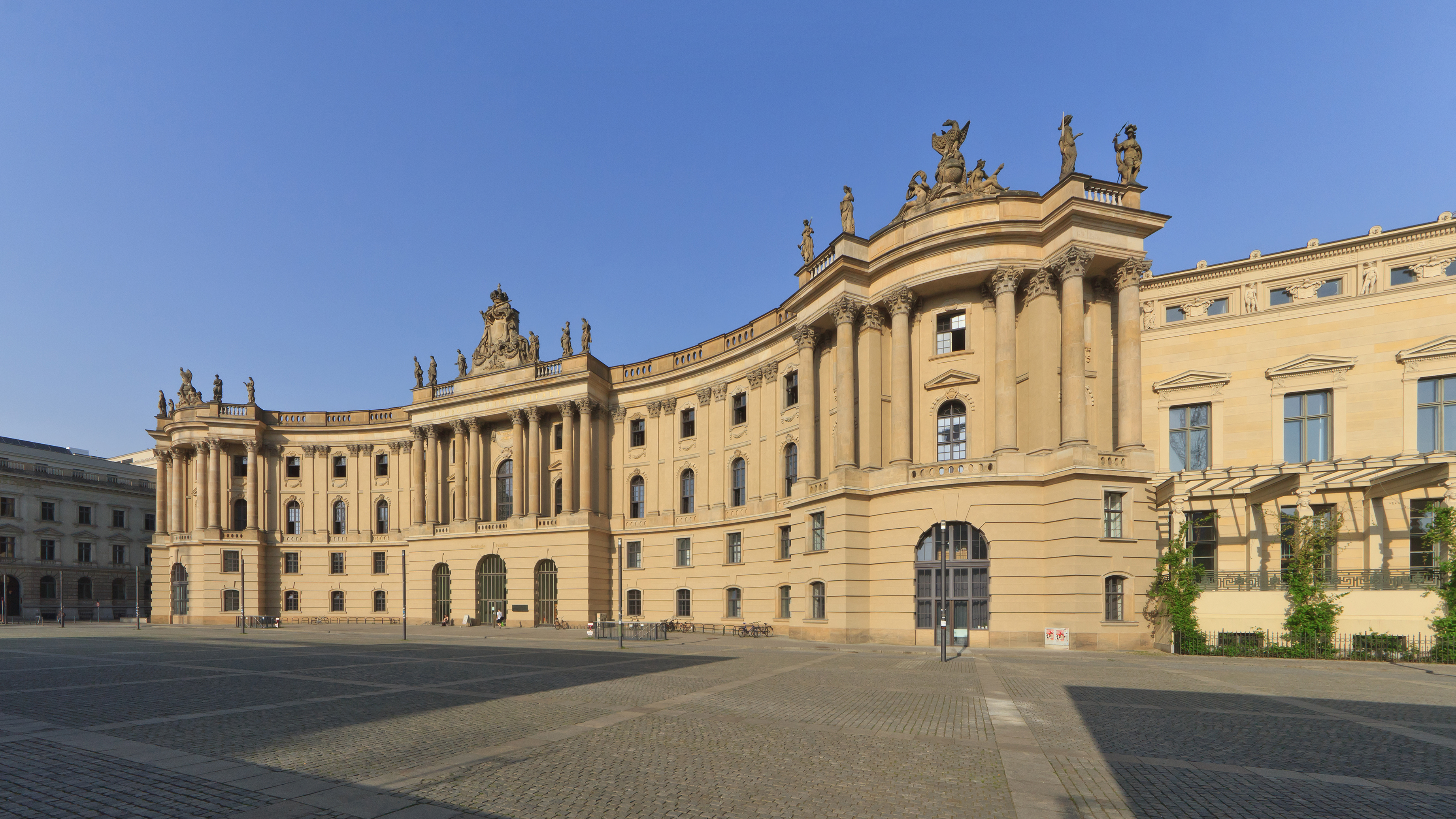
Die „Kommode“, bis 1913 Standort der Bibliothek

Das 1780 fertiggestellte Gebäude befindet sich auf der Westseite des Bebelplatzes, früher Opernplatz. Aufgrund seiner geschwungenen Form gaben die Berliner ihm den Spitznamen „Kommode“. Das an der Straße Unter den Linden stehende Gebäude wurde nach den Plänen von Georg Christian Unger errichtet. Diesen Plänen lag ein Entwurf des österreichischen Architekten Joseph Emanuel Fischer von Erlach für den Michaelertrakt der Hofburg in Wien zugrunde, welcher dort erst 1889 verwirklicht wurde. Nutzer des Gebäudes ist seit 1914 die gegenüber befindliche Universität.
Als die Königliche Bibliothek ihren Bau bezog, umfasste sie mehr als 150.000 Bände. Über 100 Jahre später wurde der Platz für weitere Anschaffungen zu knapp, denn die ab Mitte des 19. Jahrhunderts geradezu explodierende Buchproduktion bescherte auch der Bibliothek enorme Bestandszuwächse. Ein geeigneter Bauplatz für ein neues Gebäude fand sich in unmittelbarer Nähe.

### Haus Unter den Linden

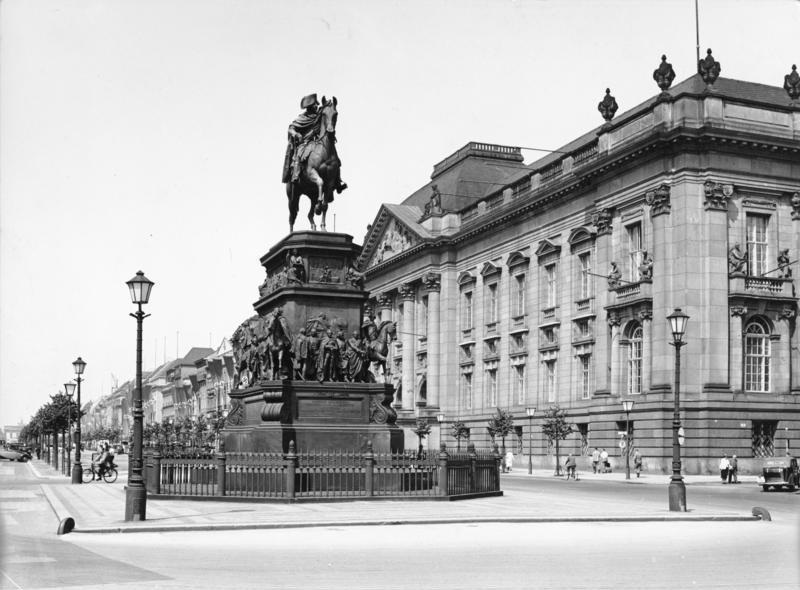
Staatsbibliothek Unter den Linden um 1935

Nach Plänen des Architekten Ernst von Ihne wurde von 1903 bis 1914 der Neubau in der Straße Unter den Linden errichtet, der zu der Zeit als größter Bibliotheksbau der Welt galt. Die Bibliothek zog in den Jahren 1913/1914 in das neu errichtete Gebäude Unter den Linden 8 ein, heute ist hier einer der beiden großen Standorte der Staatsbibliothek zu Berlin, die historische Forschungsbibliothek.
Mit 170 Metern Länge und 107 Metern Breite ist dies das größte historische Gebäude in Berlin-Mitte. Durch Kriegseinwirkungen verlor das Gebäude 1941 sein funktionales und architektonisches Zentrum, den Kuppel-Lesesaal. Am 12. April 1975 wurden die Reste der Kuppel gesprengt, 1977 erfolgte der vollständige Abriss des Kuppel-Lesesaals. Das Vestibül und die Kubatur über der repräsentativen Freitreppe wurden danach mit einer Flachdecke abgehängt. Über der Flachdecke befanden sich die nunmehr für Jahrzehnte unsichtbaren Reste eines Tonnengewölbes, eines Kreuzgewölbes und eines repräsentativen Majolika-Ringes.
Nach dem Mauerfall und dem Zusammenwachsen der Stadt wurde das Gebäude in den Jahren 2005–2019 nach den Plänen des Architekten HG Merz saniert und mit Neubauten ergänzt: Errichtet wurde ein zentraler, als Glaskubus ausgeführter Lesesaal, das direkt angrenzende Freihandmagazin, unter dem Lesesaal befindliche Tresormagazine in zwei Etagen, der auf der Ebene der Lounge und der Buchausgabe vorhandene Rara-Lesesaal, im südlichen Gebäudeteil am Boulevard Unter den Linden, befinden sich Veranstaltungssäle. Im Altbau liegen die sanierten Lesesäle der Sondersammlungen Handschriften, Musik, Karten, Kinder- und Jugendbücher, Zeitungen sowie ein Informationszentrum mit Gruppenarbeitsräumen. Nach Rückverlagerung und Zusammenführung ausgelagerter Bestände wurde das Gebäude am 25. Januar 2021 virtuell wiedereröffnet.
Auf den Websites der Staatsbibliothek zu Berlin und des Bundesamtes für Bauwesen und Raumordnung sind alle wichtigen Informationen zu diesem umfangreichen Bauvorhaben, darunter zur grundlegenden Gestaltung, der Ausstattung, den Kosten und dem Bauverlauf, dargestellt. Die Kosten für die Generalinstandsetzung und Ergänzung des Gebäudes trug vollständig der Bund. 470 Millionen Euro Gesamtkosten ergeben pro errichtetem oder saniertem Quadratmeter 4400 Euro. Ein vorrangiges Ziel der Generalsanierung war die Rückführung des Gebäudes auf seine ursprünglichen Pläne und Raumaufteilungen vor 100 Jahren. Dies wurde u. a. mit dem Rückbau von im Lauf der Jahrzehnte eingezogenen Zwischendecken und -wänden erreicht – im Ergebnis wurden neben vielem anderen die Kubatur des Gewölbes über der repräsentativen Freitreppe und das Kuppelkreuz über dem Vestibül wiederhergestellt. Auch die Kuppel auf dem Mittelrisalit an der Straße Unter den Linden ist vollständig rekonstruiert, auch diese war im Zweiten Weltkrieg durch Bombentreffer verloren gegangen. Im Altbau wurde ein leistungsstarkes Digitalisierungszentrum untergebracht (seit 2010 in Betrieb). Besonders aufwendig war die Sanierung der sich über sieben Etagen durch das gesamte Gebäude erstreckenden Magazine im oberen Teil des Gebäudes: Neben der Sanierung des Lipman-Regalsystems war hier auch das Einbringen der Klimaanlagen sowie der Buchtransportanlage in die bestehende Gebäudestruktur eine extreme ingenieurtechnische Herausforderung. Ein besonderer Moment war am 3. November 2019 die Wiederherstellung der Verbindung zwischen dem Vestibül und dem zentralen Lesesaal durch eine hohe schlichte Glastür: 78 Jahre lang war an ebendieser Stelle die Wegeachse von Süden nach Norden unterbrochen.
Die Sanierung führte auch zum Abriss von Nachkriegseinbauten wie dem Saal für Musikwissenschaften und dem Saal für Gesellschaftswissenschaften. Diese nach Plänen des Hausarchitekten Wolfgang Kinckert von 1966 bis 1968 neu gestalteten Räume galten als „herausragendes Denkmal der Architektur- und Designgeschichte der DDR und ihrer Bibliotheksgeschichte“. Die damals noch vorhandenen barocken Stuckdecken waren dabei sorgfältig restauriert worden. Außer den trotz Protesten von Fachleuten im Frühjahr 2013 entfernten Einbauten wurde auch die in den 1950er Jahren verbreiterte und neu gestaltete Treppenhausanlage mit dem Foyer verändert. Im oberen Treppenpodest wurde der mit Saalburger Marmorplatten gestaltete Fußboden entfernt und durch Terrazzo ersetzt.

### Haus Potsdamer Straße

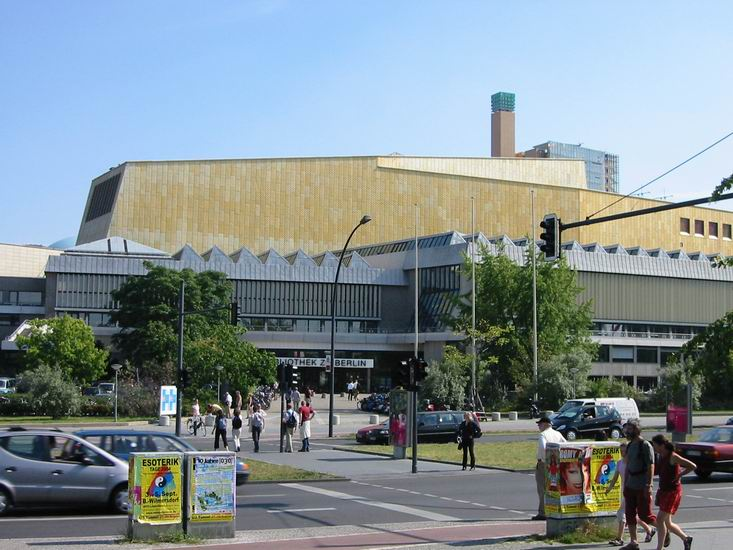
Staatsbibliothek Potsdamer Straße

Seit 1978 ist das Haus Potsdamer Straße 33 in Betrieb, es ist wie ein mächtiges „Bücherschiff“ gestaltet. Das Gebäude gehört zum Kulturforum Berlin und wurde 1967–1978 nach Plänen des Architekten Hans Scharoun errichtet. Nach Scharouns Tod im Jahr 1972 wurde das Gebäude von seinem Schüler Edgar Wisniewski vollendet. Die Raumkomposition des Gebäudes steht mit seiner Lesesaallandschaft für Offenheit und Gemeinschaft. Dieser Standort ist die Bibliothek der Moderne. Im Herbst 2019 gewann das Büro gmp architekten den europaweiten Wettbewerb zur Generalsanierung des Gebäudes, seither laufen die Planungen für den Ablauf der Sanierung.

### Speichermagazin Friedrichshagen
Im Jahr 2011 wurde ein Magazinstandort in Betrieb genommen. Das neue Speichermagazin entstand im Ortsteil Friedrichshagen nach Plänen des Münchner Architekten Eberhard Wimmer.

## Bibliotheksprofil

### Bestand

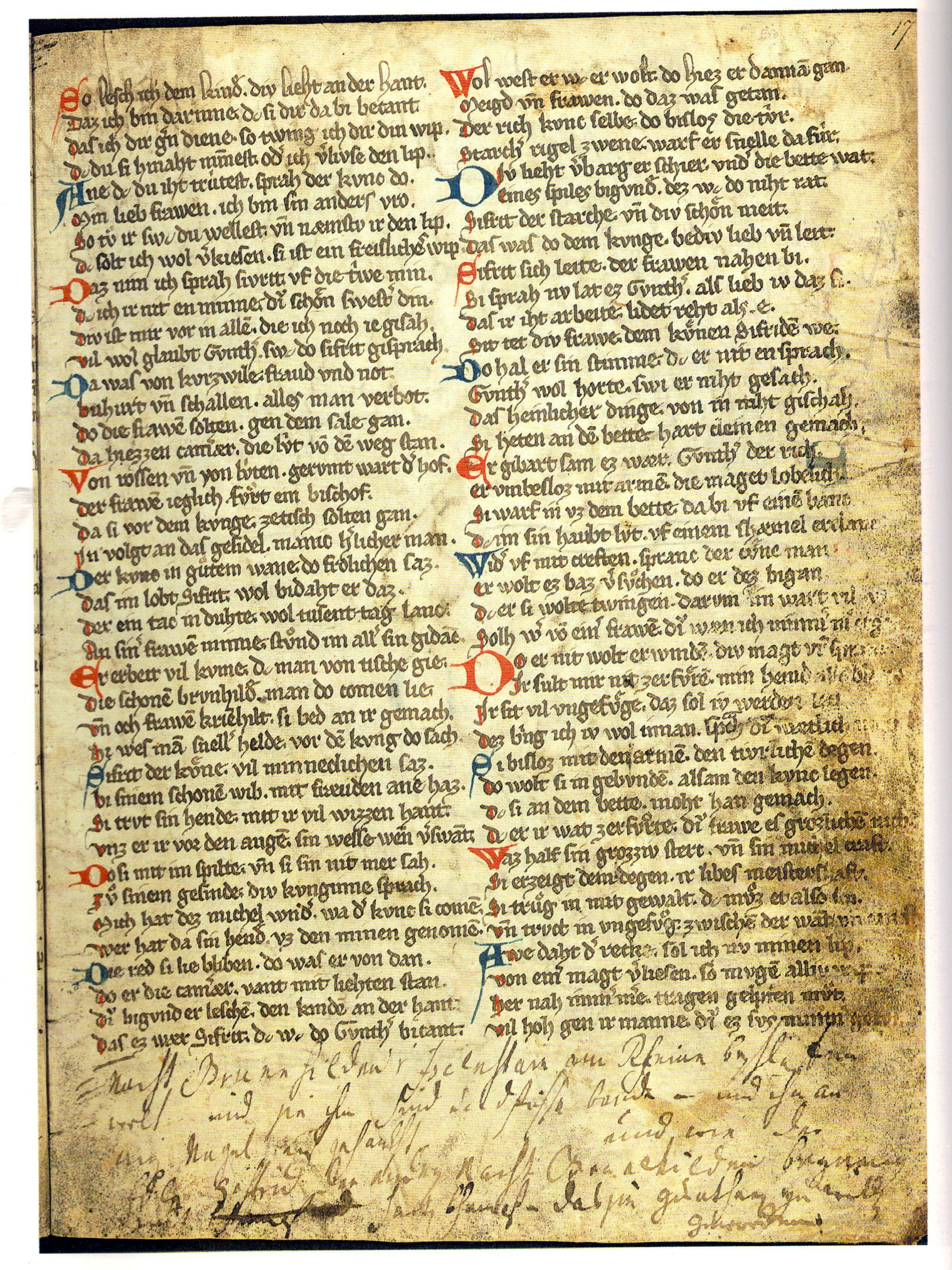
Signatur mgf 474, Handschrift I des Nibelungenliedes, um 1300, entdeckt durch Beda Weber auf der Burg Obermontani

Die Staatsbibliothek zu Berlin besitzt Dokumente aus allen Wissenschaftsdisziplinen, Sprachen, Zeiten und Ländern mit einem Schwerpunkt bei den Geistes- und Sozialwissenschaften. Neben dem umfangreichen Hauptbestand werden zahlreiche Sondersammlungen in spezialisierten Abteilungen gepflegt und betreut, insgesamt über 32 Millionen konventionelle Bestände, hinzu kommen nicht individuell zählbare digitale Bestände.
Die konventionellen Bestände werden überwiegend in Magazinen aufbewahrt. Sie können im elektronischen Katalog recherchiert und bestellt werden. Die Benutzung und Ausleihe von Beständen der Staatsbibliothek steht jeder Person ab 16 Jahren frei, der Bibliotheksausweis ist kostenfrei.
In jedem Frühjahr werden die Daten der Bibliothek im Rahmen der Deutschen Bibliotheksstatistik veröffentlicht. Dort sind aktuelle Daten wie auch Entwicklungsverläufe recherchierbar. Eine Auswahl dieser aktuellen Daten ist zugleich auf der Website der Staatsbibliothek zu Berlin nachzulesen.

#### Nationales und Weltdokumentenerbe
Zum Bestand der Bibliothek gehören – neben vielem anderen – Autographe von Gotthold Ephraim Lessing, Johann Wolfgang von Goethe und Heinrich von Kleist, Blockdrucke der frühen Ming-Zeit und das älteste Druckwerk der Welt aus Japan (764/770), die Nachlässe von Johann Gottfried Herder, Joseph von Eichendorff, Gerhart Hauptmann, Dietrich Bonhoeffer, Gustaf Gründgens, Max Born, Otfried Preußler, Claudio Abbado, Dietrich Fischer-Dieskau; zu den Archiven gehören das der Familie Mendelssohn und jene der Verlage Aufbau, Vandenhoeck & Ruprecht, De Gruyter, Mohr-Siebeck sowie Wagenbach.
Zu den großen Schätzen der Weltkultur und des nationalen Kulturerbes gehören die größte Mozart-Sammlung der Welt, 80 Prozent aller Autographe Johann Sebastian Bachs, die größte Sammlung mit Autographen von Ludwig van Beethoven mit den Sinfonien Nr. 4, 5, 8 und 9 sowie seine Klavierkonzerte 1–3 und 5, Boccaccios Decamerone, der Text des Liedes der Deutschen in der Handschrift Hoffmann von Fallerslebens, einer der äußerst seltenen Nürnberger Drucke der 95 Thesen Martin Luthers, Autographe und Nachlässe berühmter Wissenschaftler und historische Zeitungen aus aller Welt.
Vier Objekte, die in der Staatsbibliothek zu Berlin aufbewahrt werden, zählen zum UNESCO-Weltdokumentenerbe: die Originalpartitur der Sinfonie Nr. 9 d-Moll von Ludwig van Beethoven, die Originalpartitur der h-Moll-Messe von Johann Sebastian Bach, ein Nürnberger Druck der 95 Thesen gegen den Ablass von Martin Luther, die hebräische Handbibel Martin Luthers.
Große Teile der im Zweiten Weltkrieg in zunächst das Kloster Grüssau in Schlesien ausgelagerten Bestände befanden sich nach dem Ende des Krieges auf polnischem Territorium. Heute wird die als Berlinka bezeichnete Sammlung in der Biblioteka Jagiellońska zu Krakau aufbewahrt, das sind u. a. rund 300.000 Bücher, mittelalterliche Handschriften, die Autographensammlung Varnhagen von Ense mit Briefen von und an 9000 Personen, ein Teil des wissenschaftlichen Nachlasses Alexander von Humboldts, Schillers Doktorarbeit und nicht zuletzt Musikautographe von Beethoven und Mozart.

Zu den wertvollsten Beständen gehören Manuskripte aus Antike und Mittelalter in Form von Papyri und Codices, die in der wissenschaftlichen Literatur traditionell als Codex Berolinensis zusammen mit der Inventarnummer zitiert werden.

#### Fachinformationsdienste
Die Berliner Staatsbibliothek betreibt insgesamt vier der an zahlreichen deutschen wissenschaftlichen Bibliotheken angesiedelten Fachinformationsdienste für die Wissenschaft (FID) (früher: Sondersammelgebiete). In der Staatsbibliothek sind das die FID Rechtswissenschaft (Virtuelle Fachbibliothek Recht), CrossAsia (Ost- und Südostasien), Slavistik (Slavistik-Portal) sowie Kartographie und Geobasisdaten.

### Leitung
Ab Gründung bis 1945
- 1842–1873: Georg Heinrich Pertz
- 1873–1884: Karl Richard Lepsius
- 1886–1905: August Wilmanns
- 1905–1921: Adolf von Harnack
- 1921–1925: Fritz Milkau
- 1925–1945: Hugo Andres Krüß

Deutsche Staatsbibliothek der DDR
- 1946–1950: Rudolf Hoecker
- 1950–1976: Horst Kunze
- 1977–1988: Friedhilde Krause
- 1989–1991: Dieter Schmidmaier

Staatsbibliothek West-Berlin
- 1948–1961: Martin Cremer
- 1963–1972: Ludwig Borngässer
- 1972–1987: Ekkehart Vesper
- 1987–1995: Richard Landwehrmeyer

Nach der Wiedervereinigung Deutschlands
- 1995–2002: Antonius Jammers
- 2002–2003: Graham Jefcoate
- 2004–2021: Barbara Schneider-Kempf
- seit 1. September 2021: Achim Bonte

### Abteilungen und Sonderabteilungen
Zentrale Abteilungen
Generaldirektion, Zentralabteilung/Verwaltung, Informations- und Datenmanagement, Bestandsaufbau, Wissenschaftliche Dienste und Katalogsystem, Benutzung, Bestandspflege und Digitalisierung sowie Überregionale Dienste.
Sonderabteilungen
Historische Drucke, Handschriftenabteilung, Musikabteilung, Kartenabteilung, Osteuropaabteilung, Ostasienabteilung, Orientabteilung, Kinder- und Jugendbuchabteilung, Bildarchiv Preußischer Kulturbesitz.

### Aufgaben und Projekte

#### Bestandserhaltung
Der jährliche Etat für Bestandserhaltung der Sondersammlungen beträgt rund eine Million Euro. Herausragende Projekte der letzten Jahre waren die Restaurierung der größten hebräischen Pergamentbibel Erfurt 1 sowie der Musikhandschriften Johann Sebastian Bachs. Die Freunde der Staatsbibliothek zu Berlin e. V. unterstützen die Bibliothek langfristig bei der Bestandserhaltung, unter anderem durch Vergabe von Buchpatenschaften (siehe unten).

#### Dienstleistung
Verbundkatalog mittelalterlicher Handschriften, Arbeitsgruppe zu europäischen Angelegenheiten für Bibliotheken, Archive, Museen und Denkmalpflege (EUBAM) und Betrieb des Kalliope-Verbundes, Zeitungsinformationssystem ZEFYS, das einen Zugang zu digitalisierten historischen Zeitungen bietet.

#### Digitalisierung
Die Digitalisierung von unikalen Beständen, zusammenhängenden Sammlungen oder einzelnen Bänden erfolgt im Digitalisierungszentrum der Bibliothek nach eigener Prioritätensetzung sowie auf Benutzerwunsch. Herausragende Digitalisierungsprojekte der letzten Jahre waren die Digitalisierung aller Miniaturen der Shahnama-Handschriften der Orientabteilung, der Berliner Turfansammlung (Alttürkisch, Mitteliranisch, Tocharisch), der 9. Sinfonie von Ludwig van Beethoven, der Preußischen Amtspresse, des Archivs des Aufbau-Verlags, der Musikhandschriften Johann Sebastian Bachs; aktuelle Projekte sind unter anderem die Erschließung der Sammlungen an Einbanddurchreibungen der Staatsbibliothek zu Berlin (Einbanddatenbank), von orientalischen wissenschaftshistorisch bedeutsamen Handschriften in Kooperation mit dem Max-Planck-Institut für Wissenschaftsgeschichte, von Preußischen Rechtsquellen.

#### Erschließung
Beschreibende Kataloge der Manuscripta theologica latina in octavo der Staatsbibliothek zu Berlin, Datenbank der Einblattmaterialien (DEM), Erschließung der Bilderbögen der Kinder- und Jugendbuchabteilung im Rahmen der Datenbank der Einblattmaterialien (DEM), Erschließung der Briefsammlung im Nachlass Busoni (abgeschlossen), Gesamtkatalog der Wiegendrucke (GW), IKAR Landkartendrucke vor 1850, Integration des Alten Realkatalogs in den StaBiKat und Inventarisierung der Manuscripta germanica der Staatsbibliothek zu Berlin.
Katalogisierung der juristischen Handschriften des Historischen Archivs der Stadt Köln (abgeschlossen), der mittelalterlichen Handschriften der Signaturengruppe B der Universitäts- und Landesbibliothek Düsseldorf, der mittelalterlichen Handschriften französischer Sprache (abgeschlossen), der Orientalischen Handschriften in Deutschland, des Musikarchivs der Sing-Akademie zu Berlin (Depositum) und von Handschriften Greifswalder Bestände.
Mitarbeit am English Short Title Catalogue (ESTC), Mitarbeit am Verzeichnis der im deutschen Sprachbereich erschienenen Drucke des 16. Jahrhunderts (VD 16), Mitarbeit am Verzeichnis der im deutschen Sprachraum erschienenen Drucke des 17. Jahrhunderts (VD 17), Mitarbeit an der Europäischen Bibliographie zur Osteuropa-Forschung (EB), Nachlasserschließung Jean Paul, Nachlasserschließung Leopold von Ranke, New Contents Slavistics (NCS), retrospektive Konversion und Short Title Catalogue der Drucke des 16. Jahrhunderts im Bestand der Staatsbibliothek zu Berlin – Preußischer Kulturbesitz (ST16). Übernahme der Zeitschriften des Hauses Unter den Linden der Staatsbibliothek in die Zeitschriftendatenbank und Verfilmungsprotokolle historischer Zeitungen.

#### Erwerbungen
Die Auswahl der erworbenen Literatur folgt den Grundsätzen des Bestandsaufbaus, nachzulesen auf der Website der Bibliothek. Als besondere Aufgabe wurde die Betreuung verschiedener Zeitsegmente in der Arbeitsgemeinschaft Sammlung Deutscher Drucke übernommen.

### Weitere Bibliothekssigel
Neben dem oben genannten werden folgende weitere Bibliothekssigel gepflegt:
- 1b Preußischer Kulturbesitz, Bildarchiv[41]
- 1w Preußischer Kulturbesitz, Zeitungssammlung[42]
- 611 Preußischer Kulturbesitz, „Zentralkartei der Autographen“ / Kalliope-Verbund[43]

## Verein der Freunde der Staatsbibliothek zu Berlin e.V.
Der Verein wurde 1997 gegründet. Er steht in der Tradition des Vereins der Freunde der Königlichen Bibliothek in Berlin, der 1914 unter anderem von Franz von Mendelssohn gegründet worden war. Schwerpunktmäßig unterstützt der Verein die Bibliothek durch die Vergabe von Buchpatenschaften, durch einzelne Projekte wie die Restaurierung von Original-Notenhandschriften Johann Sebastian Bachs und der Erfurter Bibel sowie durch Publikationen und die Verleihung des Max-Herrmann-Preises.

### Zur Geschichte der Staatsbibliothek
- Sigrid Brandt: Brûler les étapes. Die Staatsbibliothek Berlin. Das Haus Unter den Linden. In: Klaus Gereon Beuckers (Hrsg.): Bibliotheksarchitektur um 1900. Die Kieler Universitätsbibliothek von Gropius und Schmieden im Kontext europäischer Bibliotheksbauten (= Kieler kunsthistorische Studien, N.F., Bd. 20). Ludwig, Kiel 2020, ISBN 978-3-86935-379-1, S. 317–338.
- Ralph Breslau (Red:): Verlagert, verschollen, vernichtet … Das Schicksal der im Zweiten Weltkrieg ausgelagerten Bestände der Preußischen Staatsbibliothek. Staatsbibliothek zu Berlin, Berlin 1995, ISBN 3-88053-060-2.
- Walter Ederer, Werner Schochow (Hrsg.): 325 Jahre Staatsbibliothek in Berlin. Das Haus und seine Leute. Reichert, Wiesbaden 1986, ISBN 3-88226-275-3 (= Staatsbibliothek Preußischer Kulturbesitz. Ausstellungskataloge 27).
- Martin Hollender (Hrsg.): „Denn eine Staatsbibliothek ist, bitte sehr! kein Vergnügungsetablissemang“. Die Berliner Staatsbibliothek in der schönen Literatur, in Memoiren, Briefen und Bekenntnissen namhafter Zeitgenossen aus fünf Jahrhunderten. Staatsbibliothek, Berlin 2008, ISBN 978-3-88053-142-0 (= Beiträge aus der Staatsbibliothek zu Berlin, Preußischer Kulturbesitz. 25).
- Friedhilde Krause, Antonius Jammers: „Hier müssen private Kreise mithelfen …“ Das Engagement des Vereins der Freunde für seine Königliche und Preußische Staatsbibliothek von 1914 bis 1944. Stapp, Berlin 2009, ISBN 978-3-87776-121-2.
- Eugen Paunel: Die Staatsbibliothek zu Berlin. Ihre Geschichte und Organisation während der ersten zwei Jahrhunderte seit ihrer Eröffnung. 1661–1871. Walter de Gruyter, Berlin 1965 / Reprint 2019, ISBN 978-3-11-082324-0 (E-Book, PDF – Inhaltsverzeichnis und Vorwort frei zugänglich).
- Klaus G. Saur (Hrsg.): Selbstbehauptung – Anpassung – Gleichschaltung – Verstrickung. Die Preußische Staatsbibliothek und das deutsche Bibliothekswesen 1933–1945 (= Zeitschrift für Bibliothekswesen und Bibliographie, Sonderbände, Bd. 113). Klostermann, Frankfurt am Main 2014, ISBN 978-3-465-04213-6.
- Barbara Schneider-Kempf: 25 Jahre Scharoun-Bau. 25 Jahre Staatsbibliothek an der Potsdamer Straße. Grußwort der Kommissarischen Generaldirektorin. Staatsbibliothek zu Berlin, Berlin 2003.
- Werner Schochow: Bücherschicksale. Die Verlagerungsgeschichte der Preußischen Staatsbibliothek. Auslagerung, Zerstörung, Entfremdung, Rückführung. Dargestellt aus den Quellen. de Gruyter, Berlin u. a. 2003, ISBN 3-11-017764-1 (= Veröffentlichungen der Historischen Kommission zu Berlin. 102).
- Werner Schochow: Die Berliner Staatsbibliothek und ihr Umfeld. 20 Kapitel preussisch-deutscher Bibliotheksgeschichte. Klostermann, Frankfurt a. M. 2005, ISBN 3-465-03442-2 (Buchanzeige).
- Werner Schochow: Geschichten aus der Berliner Staatsbibliothek. 41 Miniaturen. BibSpider, Berlin 2014, ISBN 978-3-936960-79-2.
- Gudrun Voigt: Die kriegsbedingte Auslagerung von Beständen der Preußischen Staatsbibliothek und ihre Rückführung. Eine historische Skizze auf der Grundlage von Archivmaterialien. Laurentius-Verlag Dehmlow, Hannover 1995, ISBN 3-931614-08-5 (= Kleine historische Reihe der Zeitschrift Laurentius. 8; zugleich: Humboldt-Universität, Diplomarbeit, Berlin 1992).

### Weitere Themen
- Alice Hartmann: Zur Sammlung von Originalillustrationen der Kinder- und Jugendbuchabteilung der Deutschen Staatsbibliothek. In: Bildende Kunst, Berlin, 9/1983, S. 427–429